# Vingt Ans après (film)
Pour les articles homonymes, voir Vingt ans après (homonymie).
Pour plus de détails, voir Fiche technique et Distribution.
Vingt Ans après est un film muet français de dix épisodes, réalisé par Henri Diamant-Berger, sorti en 1922.
C’est la suite (adaptée du roman du même titre, Vingt Ans après, d'Alexandre Dumas), des Trois Mousquetaires dont Diamant-Berger a tourné une version filmée l'année précédente, en 1921. Pour interpréter le personnage principal (d'Artagnan), Jean Yonnel remplace Aimé Simon-Girard, et Marguerite Moreno succède à Jeanne Desclos dans le rôle d'Anne d'Autriche. Henri Rollan (Athos), Charles Martinelli (Porthos), Pierre de Guingand (Aramis) et Armand Bernard (Planchet) retrouvent les personnages qu'ils interprétaient dans Les Trois Mousquetaires.

## Liste des épisodes
1 - Le Fantôme de Richelieu, 2 - Le donjon de Vincennes, 3 - La Bataille de Lens, 4 - Le Fils de Milady, 5 - La Guerre des rues, 6 - Dans les camps opposés, 7 - Au pied de l'échafaud, 8 - La Felouque l'Éclair, 9 - La Bataille de Charenton, 10 - L'Aventure du Cardinal Mazarin

## Synopsis

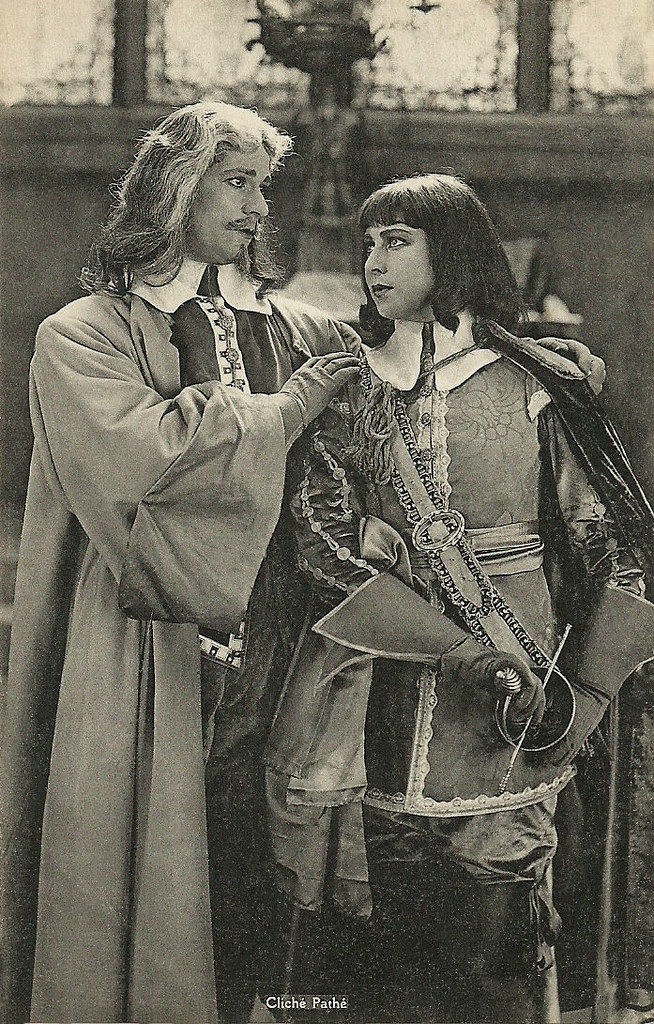
Athos (Henri Rollan) et son fils Raoul de Bragelonne (Pierrette Madd).

Vingt ans se sont écoulés depuis la fin des Trois Mousquetaires. Pour protéger le jeune roi Louis XIV, sa mère Anne d'Autriche et le cardinal Mazarin, menacés par la Fronde, d'Artagnan - le seul des quatre étant resté mousquetaire - doit retrouver ses anciens compagnons. Il rencontre successivement Aramis (devenu abbé mais resté mousquetaire dans l'âme), Porthos (riche seigneur de province) et Athos (gentilhomme campagnard), mais seul Porthos accepte de reprendre du service. Les quatre anciens compagnons vont être opposés à plusieurs reprises, Athos et Aramis ayant choisi le camp des princes frondeurs. Ils se retrouvent ainsi face à face après l'évasion du donjon de Vincennes d'un chef du parti des princes, le duc de Beaufort qui, escorté par Athos et Aramis, est poursuivi (sur l'ordre de Mazarin) par d'Artagnan et Porthos.
Les quatre héros se retrouvent par la suite en Angleterre, où deux camps s'affrontent également : les partisans du roi Charles Ier, qui est soutenu par quelques fidèles dont font partie Athos et Aramis, et ceux de Cromwell, auprès de qui Mazarin (son nouvel allié) a envoyé d'Artagnan et Porthos (l'envoyé de Cromwell auprès de Mazarin est Mordaunt, qui n'est autre que le fils de Milady). Charles Ier est capturé par les partisans de Cromwell ; Athos et Aramis se retrouvent « prisonniers » de d'Artagnan et Porthos, et ils parviennent à échapper à Mordaunt, qui a juré la perte des quatre français assassins de sa mère. Tous les quatre projettent de faire évader le roi mais ils échouent, et Charles Ier est décapité. Ils réussissent à s'embarquer pour regagner la France, et déjouent la tentative de Mordaunt de les faire périr en faisant exploser le navire en pleine mer ; Mordaunt est tué.
De retour en France, d'Artagnan et Porthos sont arrêtés (ils n'ont pas accompli la mission confiée par Mazarin), puis délivrés par leurs amis. Le cardinal est capturé à son tour et doit accorder des concessions aux quatre compagnons et aux frondeurs.

## Fiche technique
- Titre français : Vingt Ans après

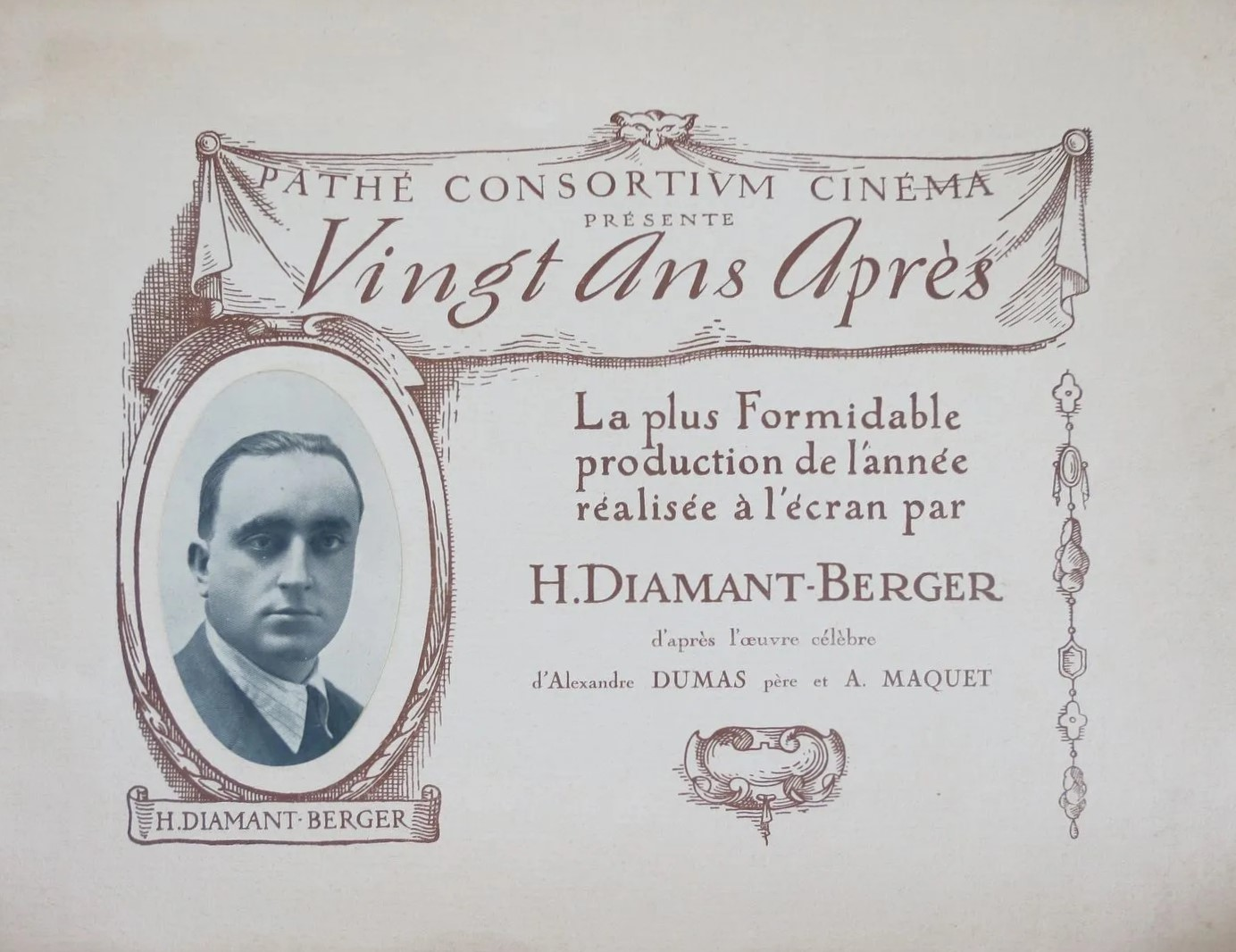
Page de titre du dossier de presse.

- Réalisation : Henri Diamant-Berger
- Scénario : Henri Diamant-Berger d'après le roman éponyme d'Alexandre Dumas
- Décors : Robert Mallet-Stevens
- Producteur : Henri Diamant-Berger
- Société de distribution : Pathé Consortium Cinéma
- Pays de production :  France
- Format : Noir et blanc - 1.33 : 1 - Film muet - 35 mm
- Genre : Aventure, cape et épée
- Date de sortie : 22 décembre 1922

## Distribution
- Jean Yonnel : d'Artagnan
- Henri Rollan : Athos
- Charles Martinelli : Porthos
- Pierre de Guingand : Aramis

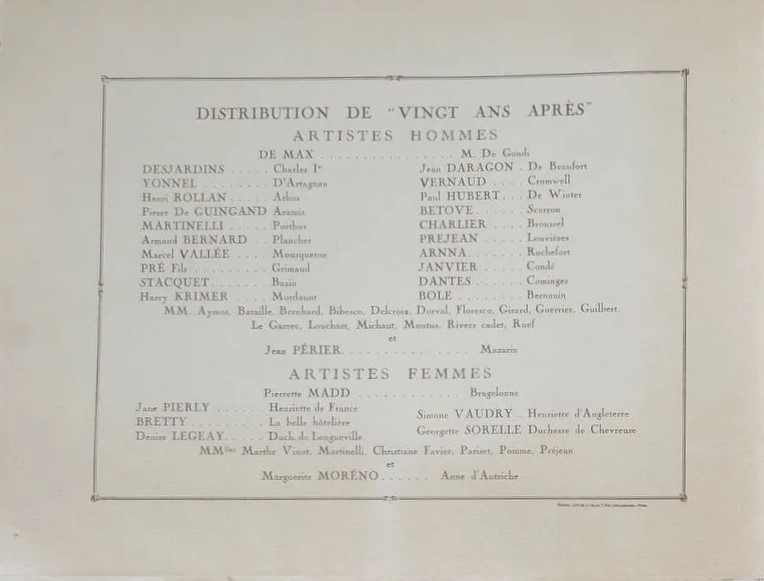
Distribution.

- Marguerite Moreno : Anne d'Autriche

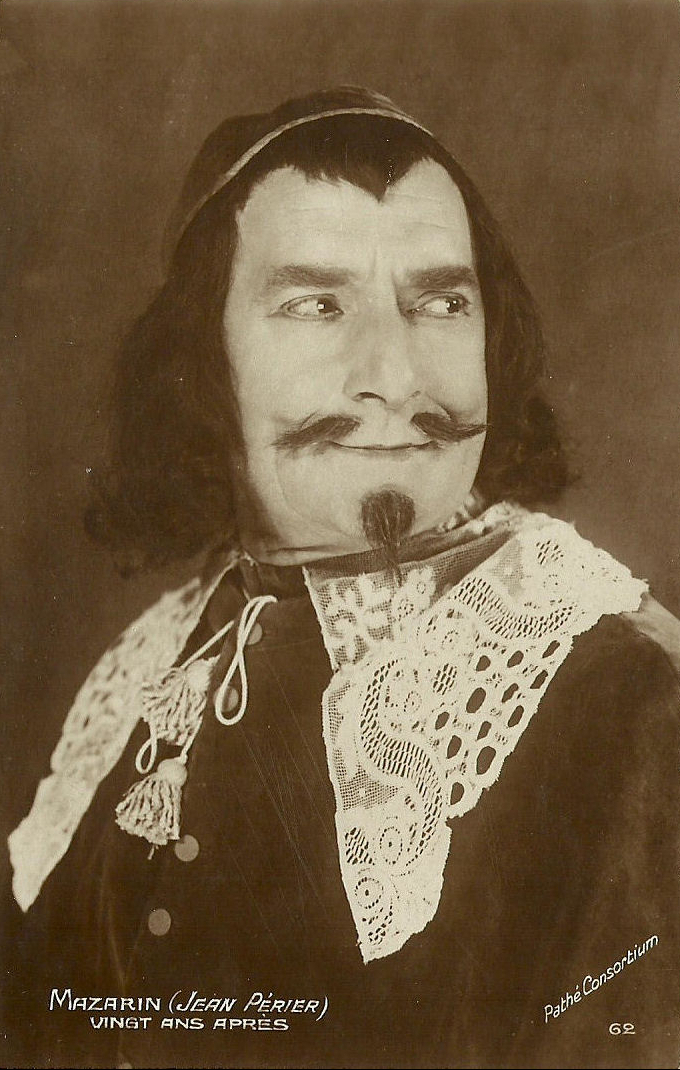
Jean Périer : le cardinal Mazarin
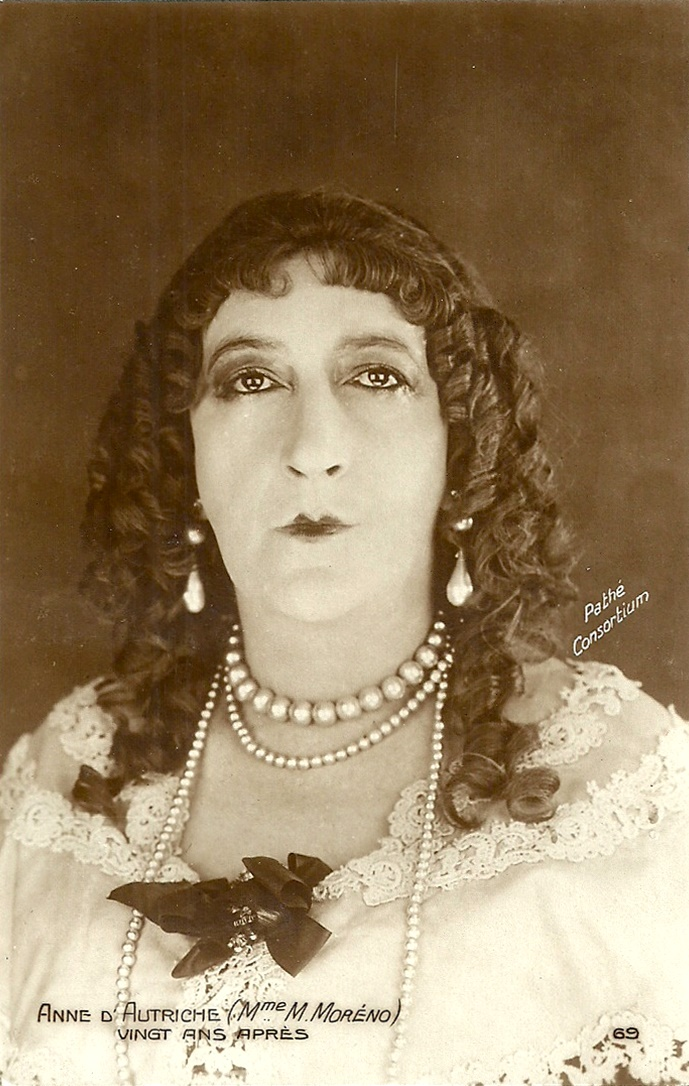
Anne d'Autriche (Marguerite Moreno).
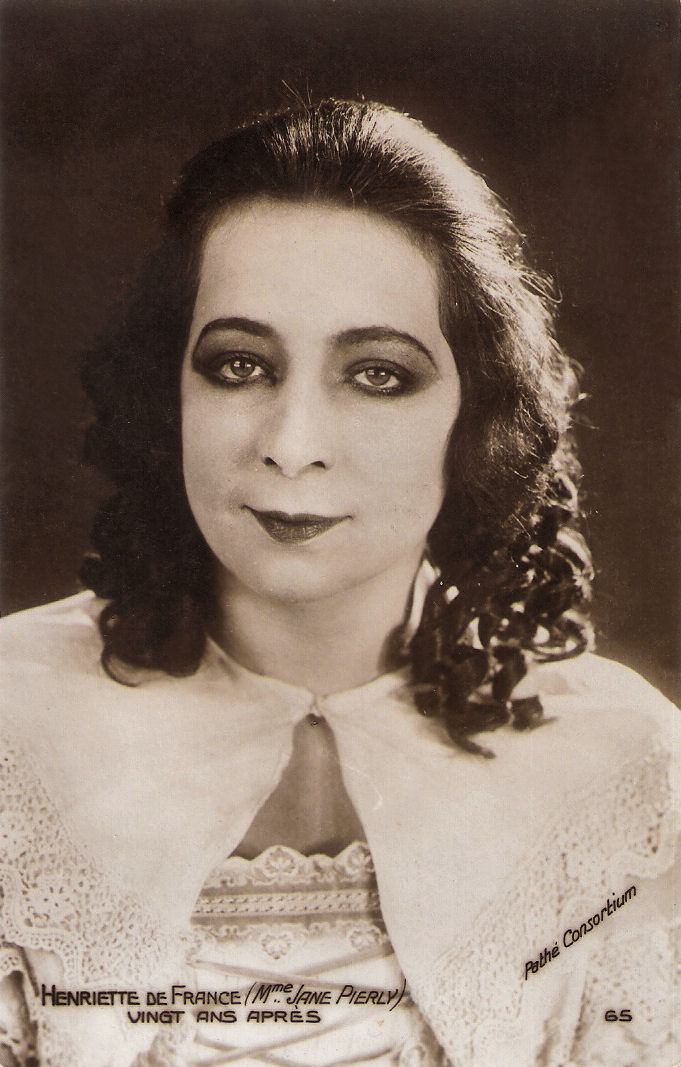
Henriette-Marie de France (Jane Pierly).
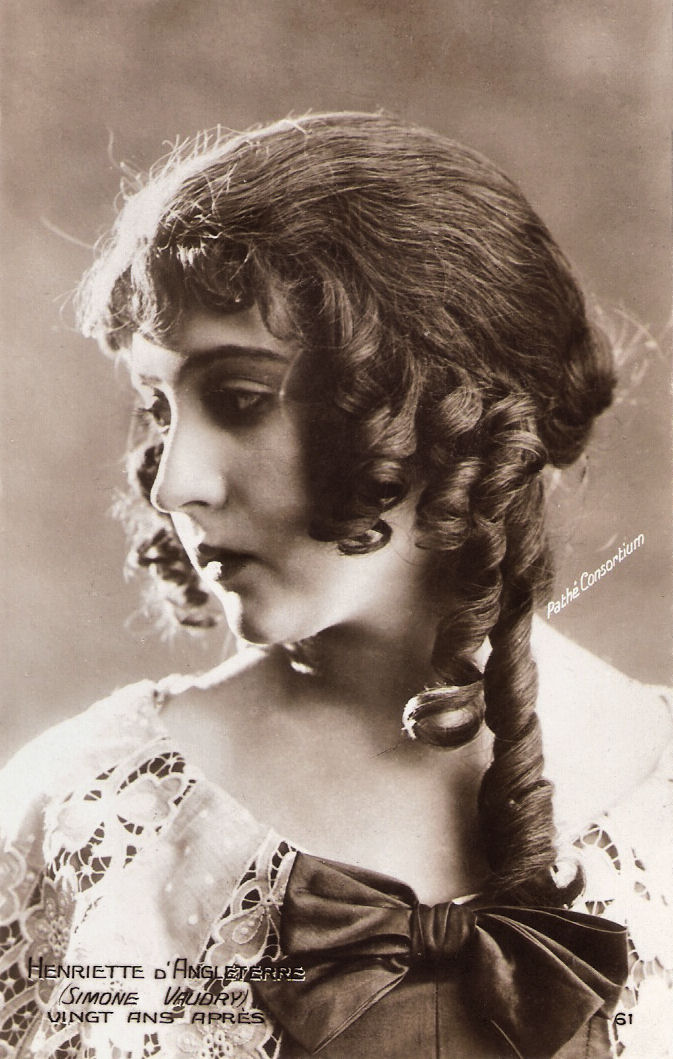
Henriette d'Angleterre (Simone Vaudry).
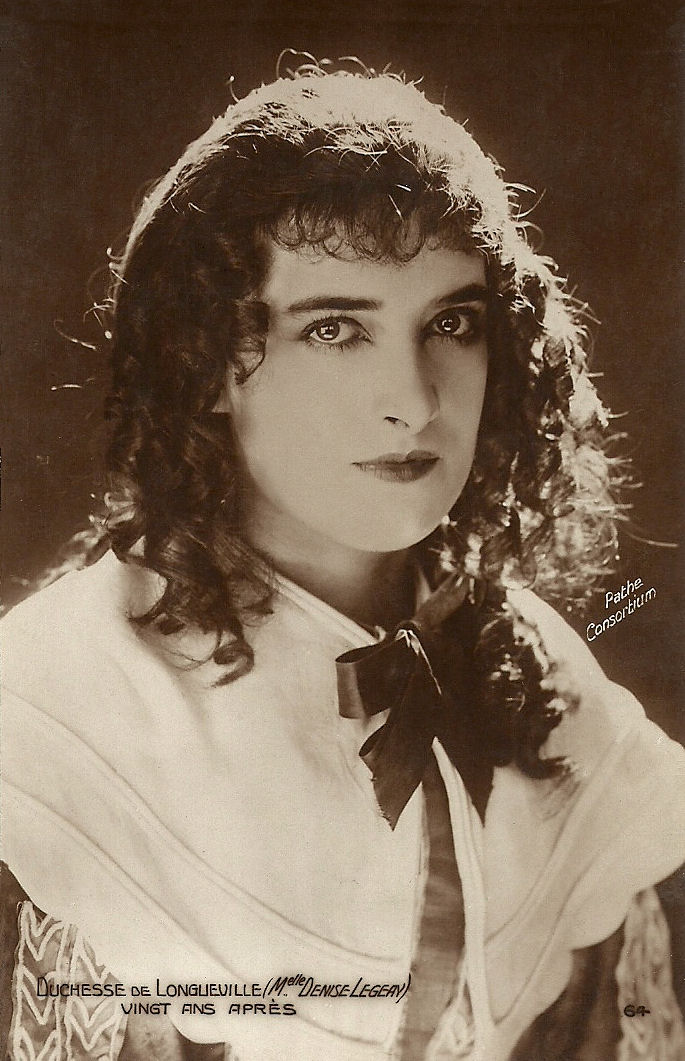
La duchesse de Longueville (Denise Legeay).
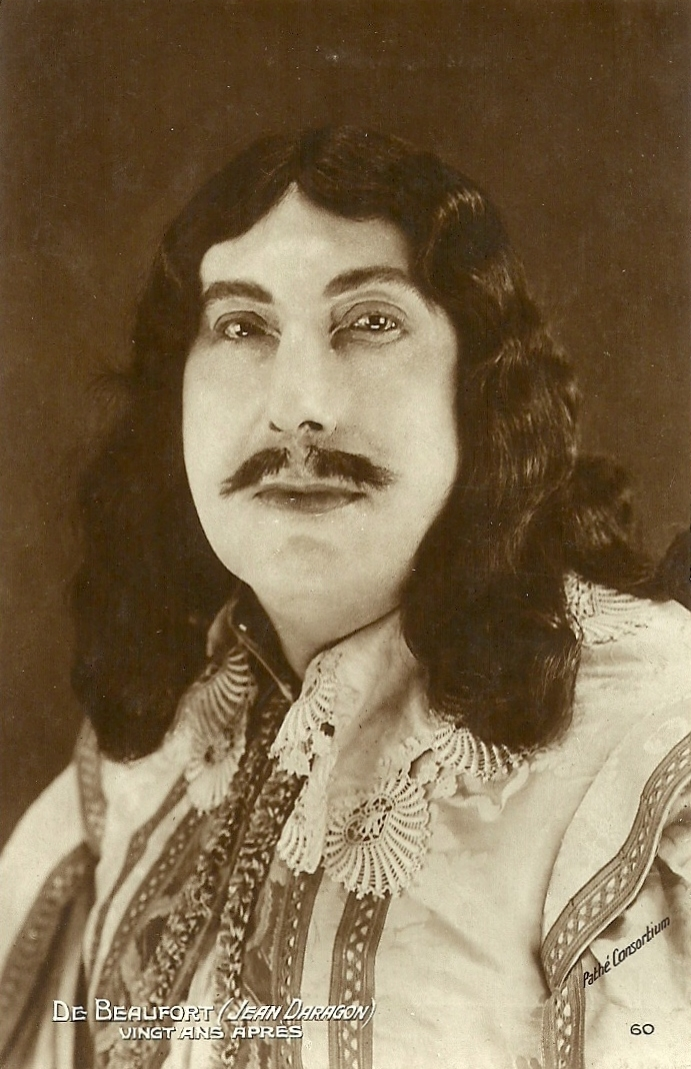
Le duc de Beaufort (Jean Daragon).
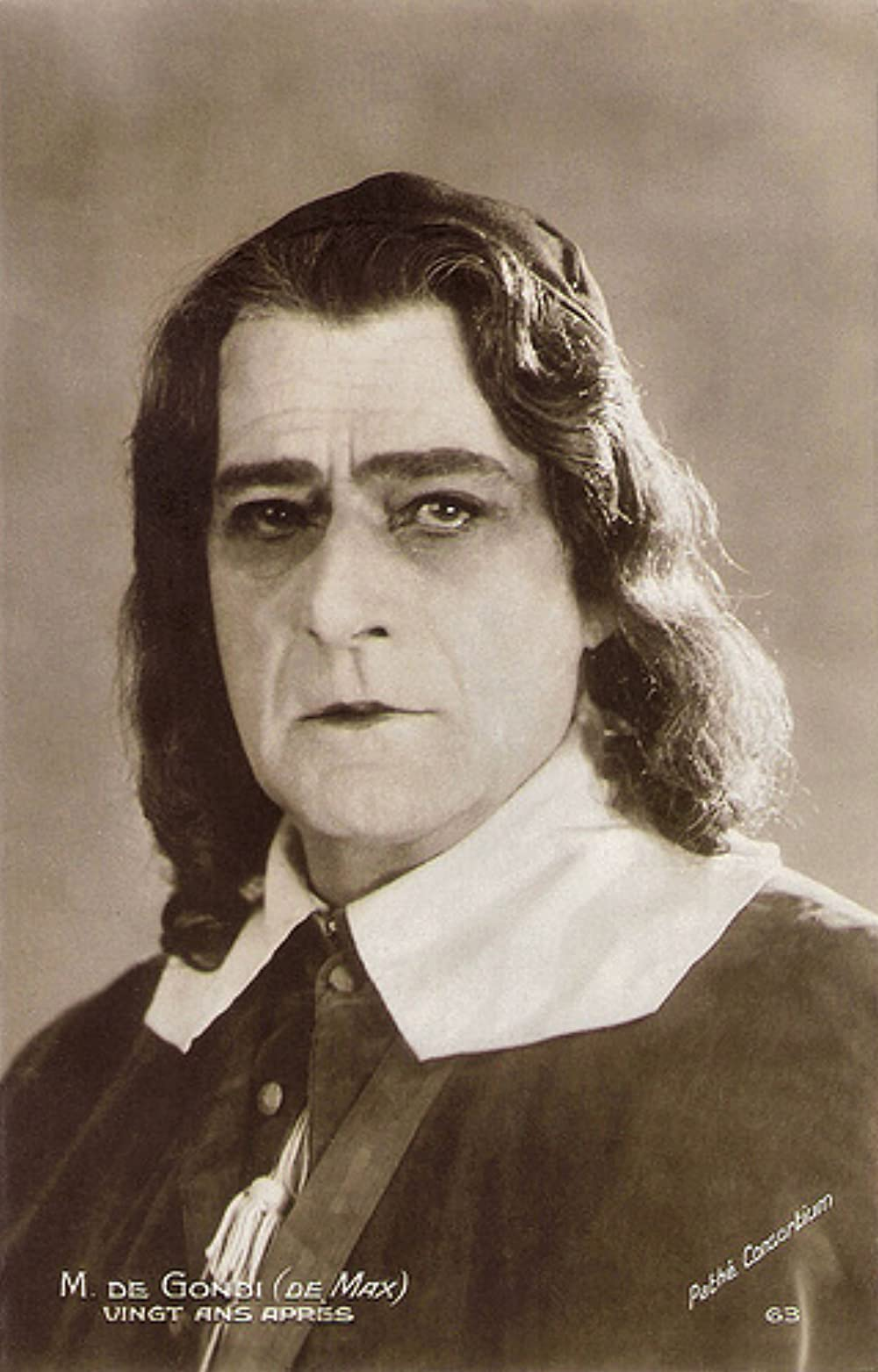
Gondi (Édouard de Max).

- Pierrette Madd : Raoul, vicomte de Bragelonne

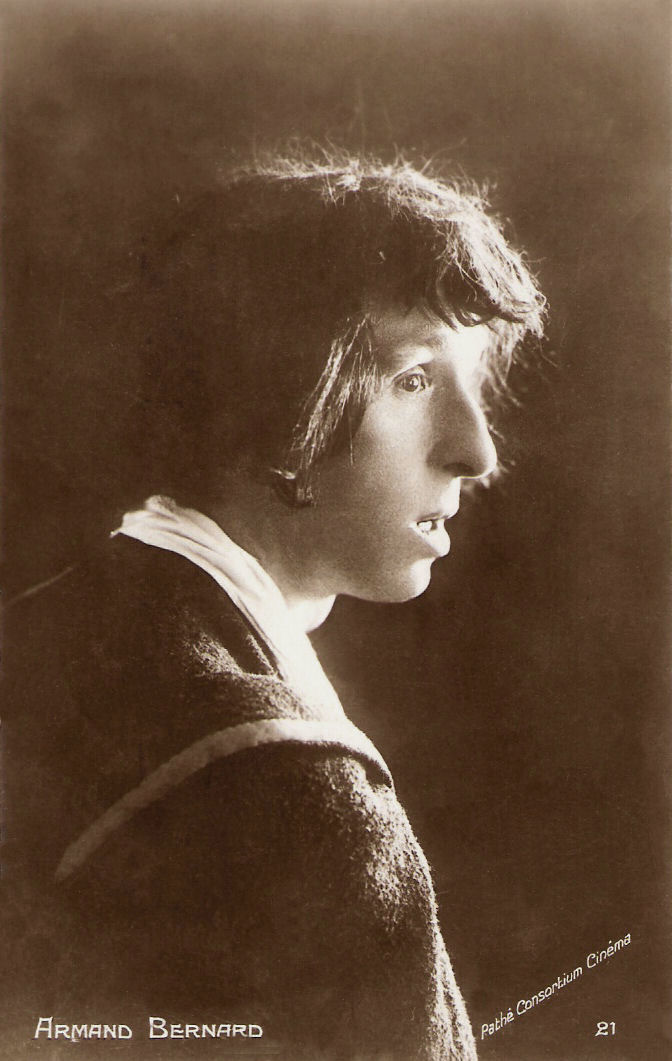
Armand Bernard : Planchet
- Marcel Vallée : Mousqueton
- Jane Pierly : Henriette de France
- Béatrice Bretty : la belle hôtelière
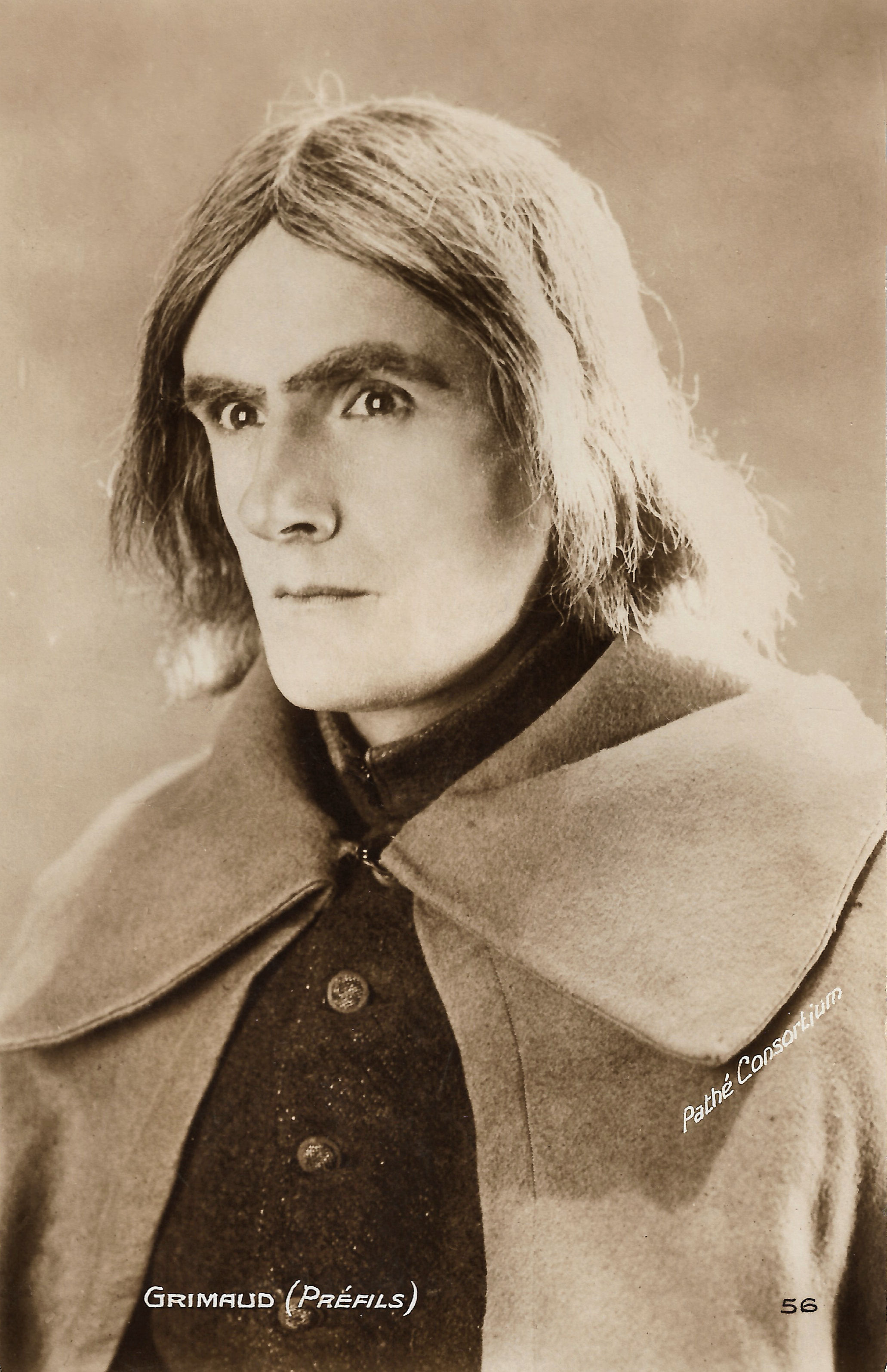
Louis Pré Fils : Grimaud
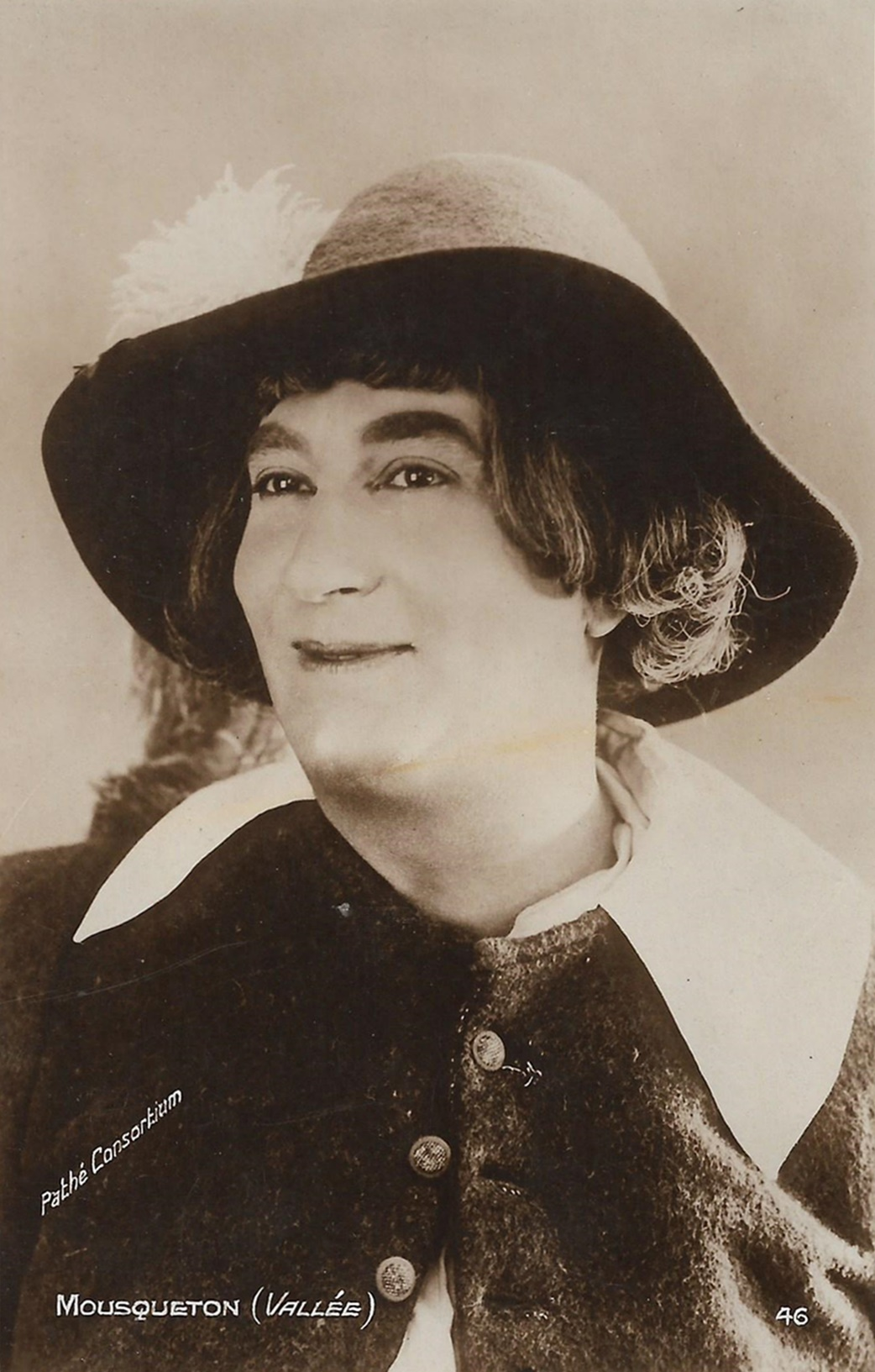
Mousqueton (Marcel Vallée).
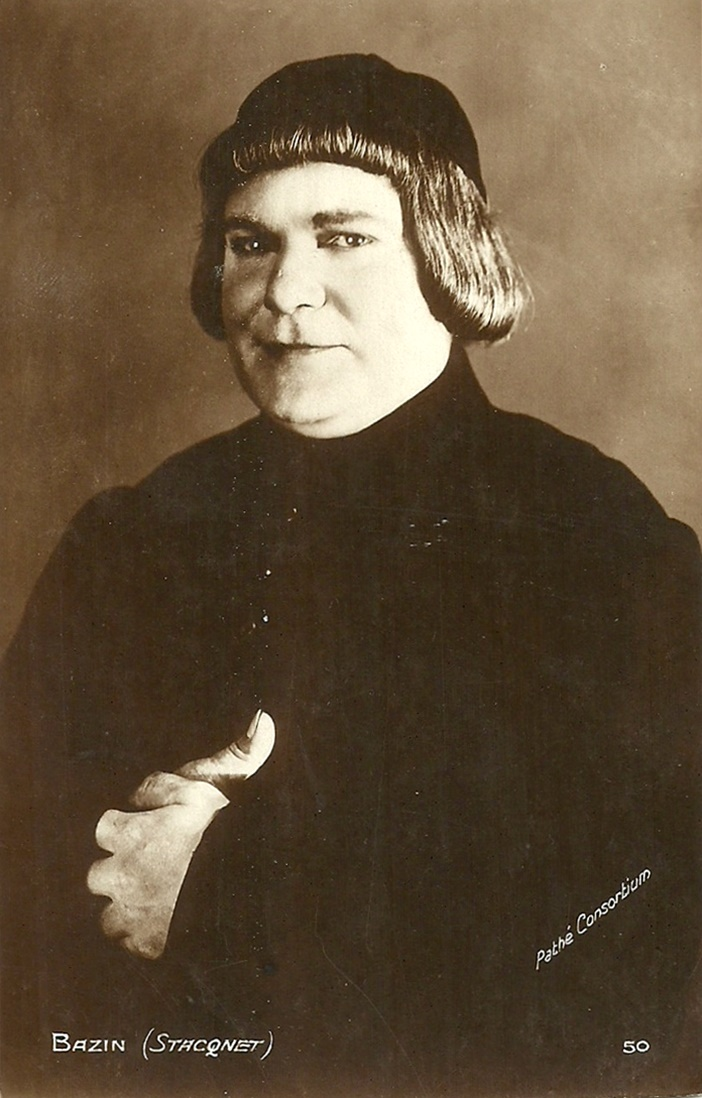
Bazin (Antoine Stacquet).

- Denise Legeay : Mme de Longueville
- Simone Vaudry : Henriette d’Angleterre
- Édouard de Max : Gondi
- Georgette Sorelle : la duchesse de Chevreuse
- Maxime Desjardins : Charles Ier d'Angleterre
- Jean Daragon : Beaufort
- Albert Préjean : Louvières
- Harry Krimer : Mordaunt
- Henri Janvier : Condé
- Jacques Arnna : Rochefort
- Raymond Aimos
- Marthe Vinot
- Lucienne Parizet

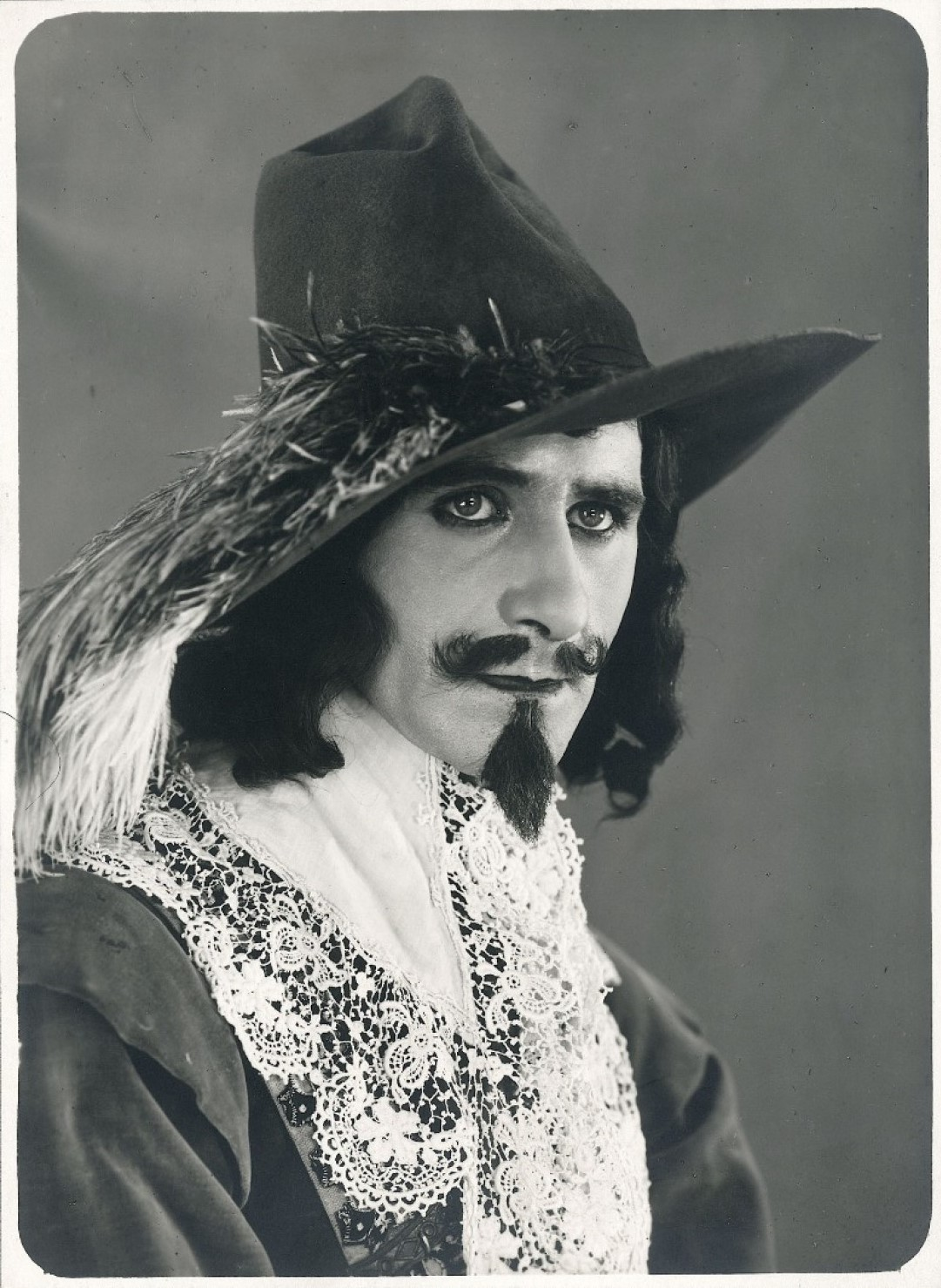
D'Artagnan (Jean Yonnel).
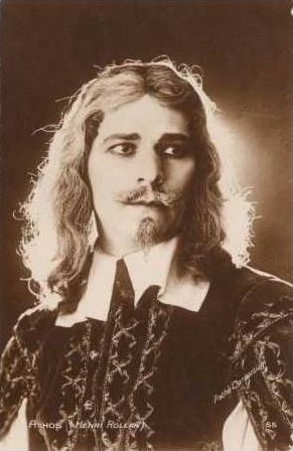
Athos (Henri Rollan).
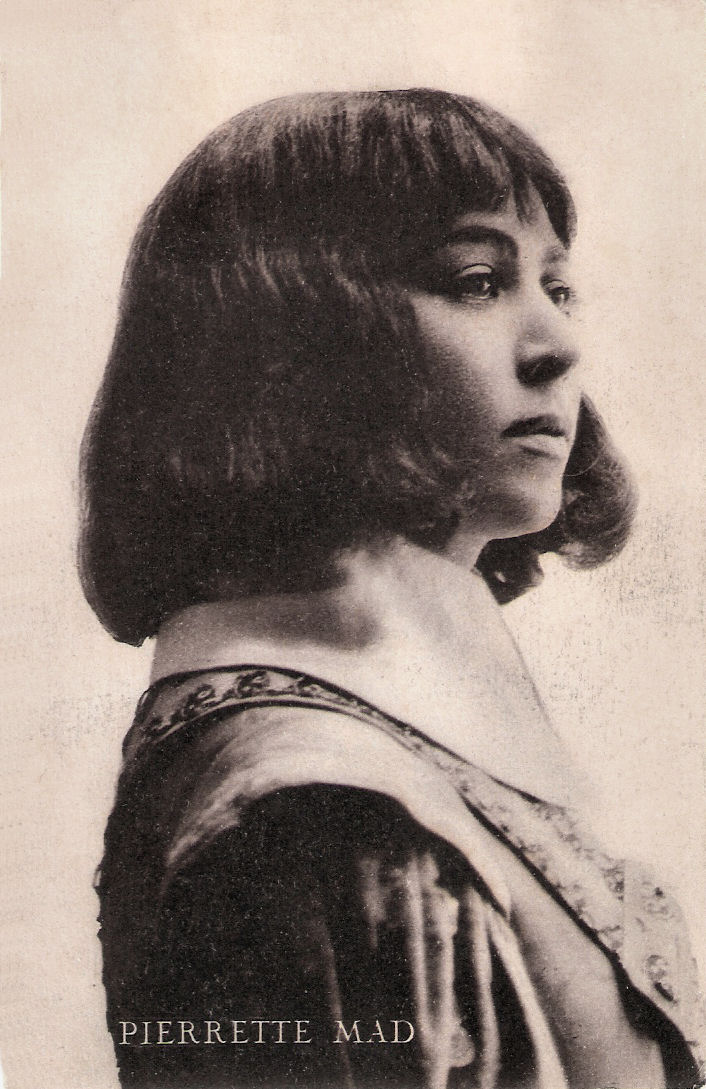
Raoul de Bragelonne (Pierrette Madd).
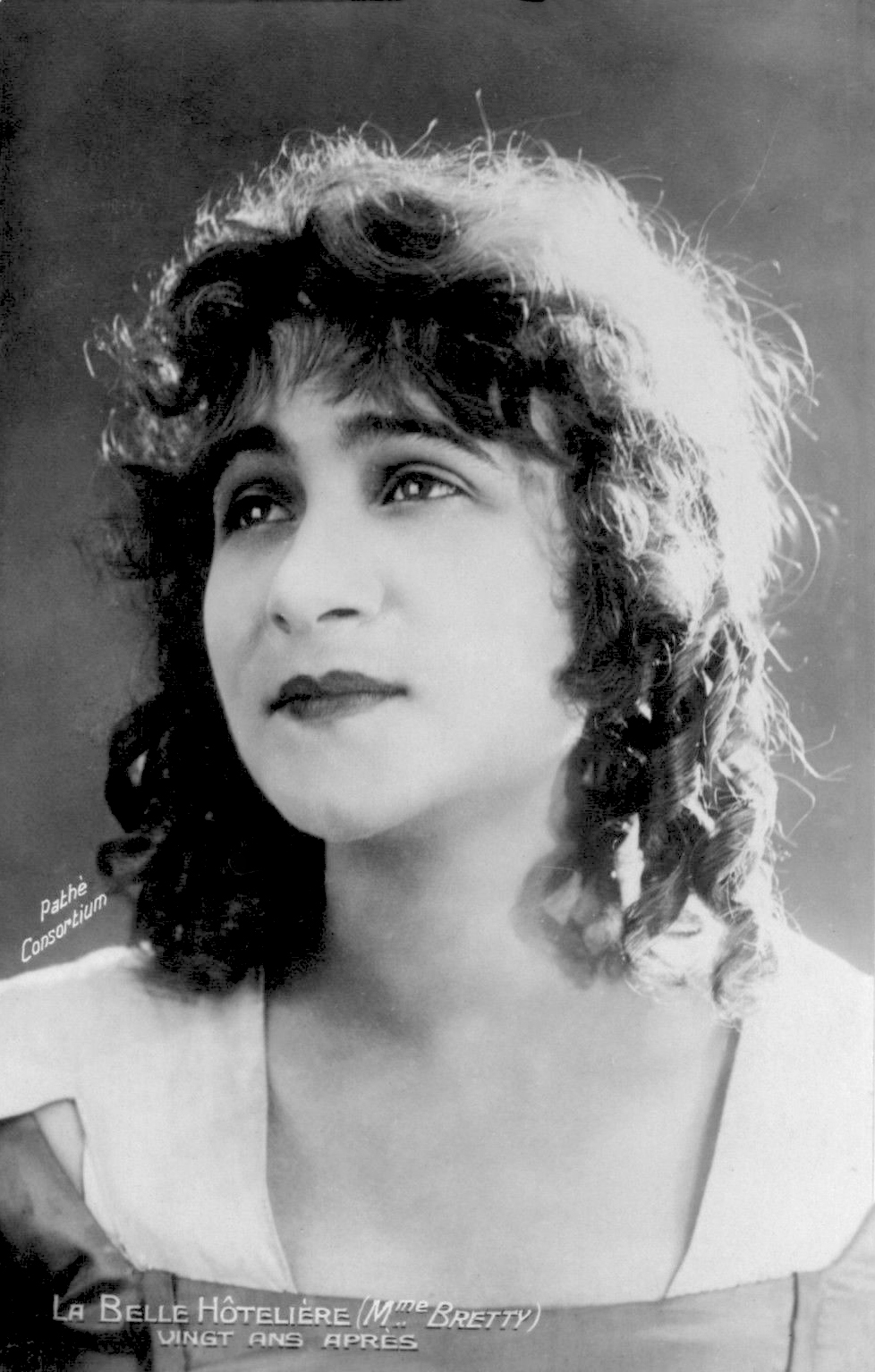
La belle hôtelière (Béatrice Bretty).

- Planchet
 (Armand Bernard).
- Grimaud
 (Louis Pré fils).
- Mousqueton
 (Marcel Vallée).
- Bazin
 (Antoine Stacquet).

- Mazarin
 (Jean Périer).
- Anne d'Autriche
 (Marguerite Moreno).
- Henriette-Marie de France
 (Jane Pierly).
- Henriette d'Angleterre
 (Simone Vaudry).
- La duchesse de Longueville
 (Denise Legeay).
- Le duc de Beaufort
 (Jean Daragon).
- Gondi
 (Édouard de Max).